# Перт (Арденны)
Перт (фр. Perthes) — коммуна во Франции, находится в регионе Шампань — Арденны. Департамент коммуны — Арденны. Входит в состав кантона Жюнивиль. Округ коммуны — Ретель.
Код INSEE коммуны — 08339.
Коммуна расположена приблизительно в 160 км к северо-востоку от Парижа, в 55 км севернее Шалон-ан-Шампани, в 45 км к юго-западу от Шарлевиль-Мезьера.

## Население
Население коммуны на 2008 год составляло 292 человека.
| 1962 | 1968 | 1975 | 1982 | 1990 | 1999 | 2008 |
| ---- | ---- | ---- | ---- | ---- | ---- | ---- |
| 334  | 351  | 309  | 294  | 285  | 277  | 292  |

## Администрация
| Период | Период | Фамилия       | Партия | Должность |
| ------ | ------ | ------------- | ------ | --------- |
| 2001   | 2008   | Жан-Клод Адам | SANS   |           |
| 2008   |        | Жислен Море   | SANS   |           |

## Экономика
В 2007 году среди 186 человек в трудоспособном возрасте (15—64 лет) 130 были экономически активными, 56 — неактивными (показатель активности — 69,9 %, в 1999 году было 70,3 %). Из 130 активных работали 123 человека (70 мужчин и 53 женщины), безработных было 7 (2 мужчин и 5 женщин). Среди 56 неактивных 24 человека были учениками или студентами, 14 — пенсионерами, 18 были неактивными по другим причинам.

## Фотогалерея

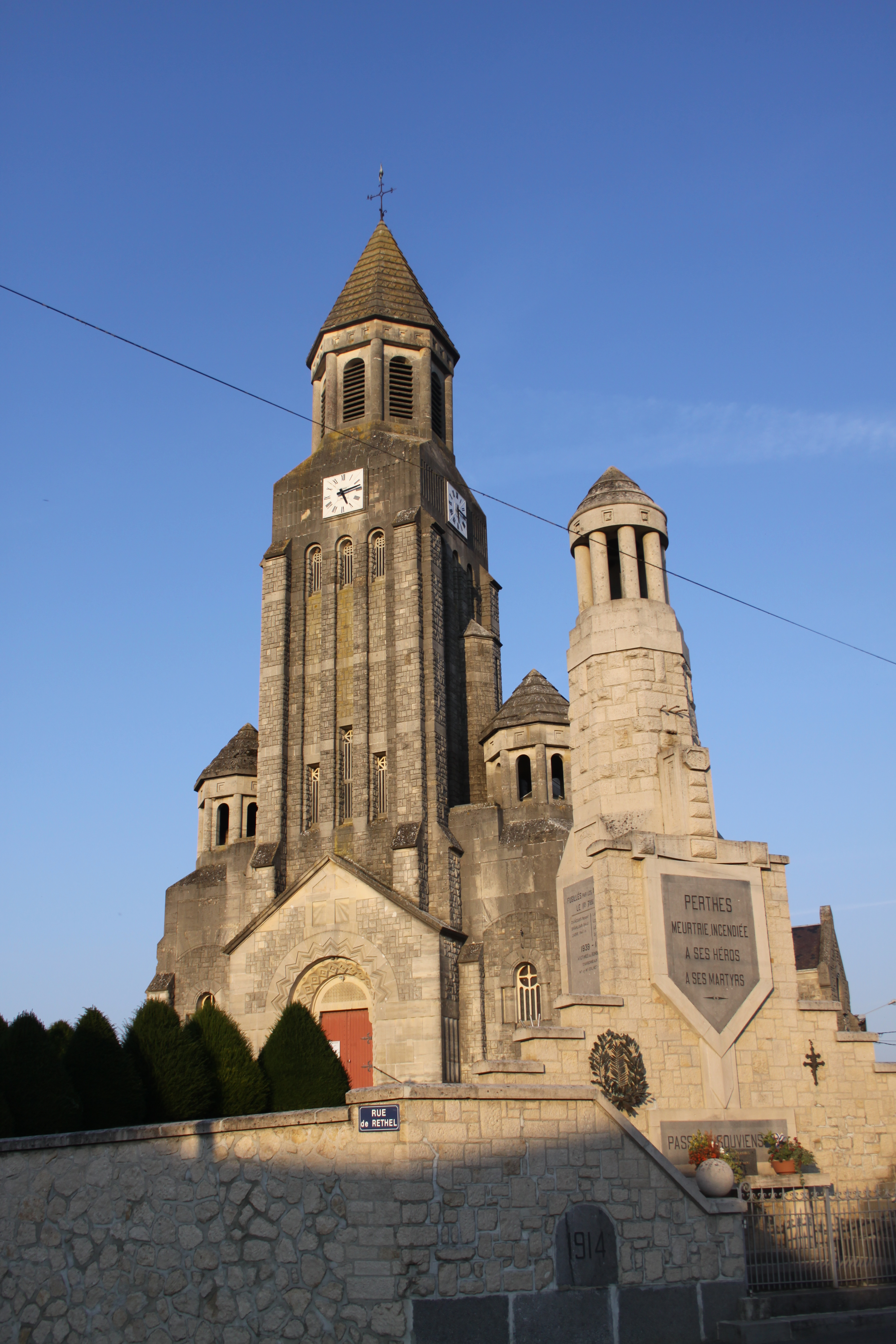
Церковь Сен-Тимоте
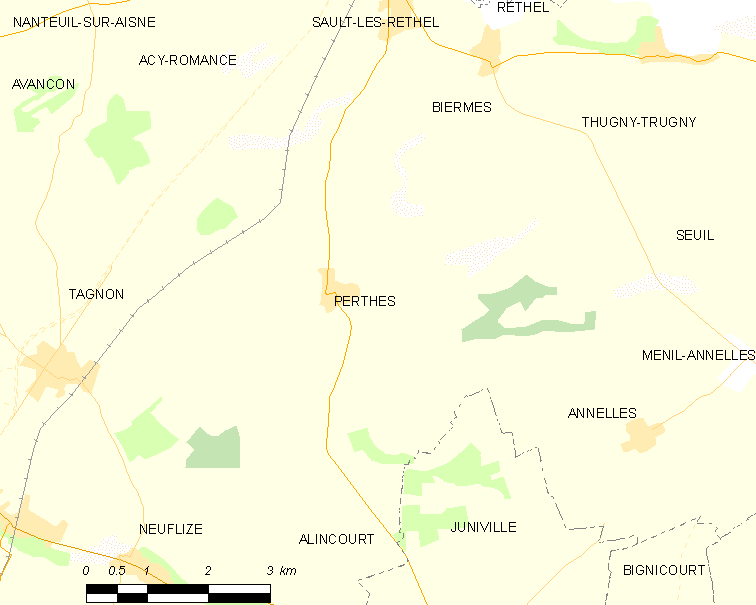
Карта коммуны